# Heil dir im Siegerkranz
„Слава на теб с победоносен венец“ (на немски: Heil dir im Siegerkranz) е химн на Прусия, който от 1878 до 1918 г. е неофициален химн на Германската империя.
Химнът на Прусия е възприет за имперски химн след обединението на Германия през 1871 г. Въпреки това не се е приемал в някои части на империята, още повече, че се е изпълнявал на мелодията на британския химн God Save the Queen.
Преди създаването на Heil dir im Siegerkranz в Прусия е използвана песента „Прусак съм аз, познавате ли цветовете ми“. Поради чуждия произход – и на мелодията, и на текста, по-разпространена е била песента „Стражът на Рейн“, но тя никога не е била официален химн.
През Втората световна война текстът на песента е преработен за Адолф Хитлер под загавието Heil Dir im Führerglanz, като се е пеела със същата мелодия.

## Текст
Текстът на песента е създаден от Хайнрих Харис, свещеник от Шлезвиг (тогава в Дания) през 1790 г. в чест на датския крал Християн VII. Поради тази причина в оригинала вместо думата Kaiser (император) е Christian.
| Heil dir im Siegerkranz – „Слава на теб в победен венец“ | Heil dir im Siegerkranz – „Слава на теб в победен венец“ | Heil dir im Siegerkranz – „Слава на теб в победен венец“ |
| №                                                        | на немски | приблизителен превод |
| -------------------------------------------------------- | --- | --- |
| 1.                                                       | Heil dir im Siegerkranz, Herrscher des Vaterlands! Heil, Kaiser, dir! Fühl in des Thrones Glanz Die hohe Wonne ganz, Liebling des Volks zu sein! Heil Kaiser, dir!         | Слава на теб в победен венец, Властителю на Отечеството! На теб, Императоре, слава! Виж в блясъка на своя престол цялото царско величие. На народа си бъди любим! Слава на теб, Императоре! |
| 2.                                                       | Nicht Roß und Reisige Sichern die steile Höh', Wo Fürsten steh'n: Liebe des Vaterlands, Liebe des freien Manns Gründen den Herrscher Thron Wie Fels im Meer.               | Не рицари и конници опазват висините, където князете стоят: любовта към Отечеството, любовта на свободните хора, крепят владетелския престол като скалите в морето.                         |
| 3.                                                       | Heilige Flamme, glüh', Glüh' und erlösche nie Fürs Vaterland! Wir alle stehen dann Mutig für einen Mann, Kämpfen und bluten gern Für Thron und Reich!                      | Свещени пламъко, гори, гори и не угасвай за нашето Отечество! Ние всички стоим храбро като един, ще се бием, с радост ще пролеем кръв за престола и Държавата!                              |
| 4.                                                       | Handel und Wissenschaft Heben mit Mut und Kraft Ihr Haupt empor! Krieger – und Heldentat Finden ihr Lorbeerblatt Treu aufgehoben dort, An deinem Thron!                    | Търговия и наука издигат със сила и мощ нашия владетел високо! Бойни подвизи и героизъм носят лаврови венци, вярно издигащи се тук над Твоя престол!                                        |
| 5.                                                       | Dauernder stets zu blüh'n Weh' unsre Flagge kühn Auf hoher See! Ha, wie so stolz und hehr Wirft über Land und Meer Weithin der deutsche Adler Flammenden Blick.            | Вечно блестящи гордо знамената се веят в открито море! Ха, колко храбро и величествено хвърля над земя и море немският орел своя огнен поглед.                                              |
| 6.                                                       | Sei, Kaiser Wilhelm, hier Lang' deines Volkes Zier, Der Menschheit Stolz! Fühl' in des Thrones Glanz, Die hohe Wonne ganz, Liebling des Volkes zu sein! Heil, Kaiser, dir! | Бъди тук, императоре Вилхелм, с народна любов увенчан, гордост на човечеството! Усети в блясъка на своя престол своето царско величие, бъди любим на народа! Слава на теб, Императоре!      |